# Nicola Zalewski
Nicola Zalewski (Tivoli, 23 gennaio 2002) è un calciatore polacco con cittadinanza italiana, centrocampista dell'Atalanta e della nazionale polacca.

## Biografia
È figlio di Krzysztof, deceduto nel 2021, ed Ewa, una coppia polacca che si trasferì in Italia nel 1989, poiché il padre, contrario al governo comunista del suo Paese, era un renitente al servizio militare.

## Caratteristiche tecniche
Alto 175 cm, è un esterno di centrocampo o ala sinistra, molto abile nel dribbling, che può all'occorrenza ricoprire il ruolo di centrocampista centrale, trequartista o terzino sinistro e destro. Dotato di buona corsa ed esplosività, José Mourinho lo ha impiegato da esterno sinistro e poi anche sulla fascia destra. Simone Inzaghi e Cristian Chivu all'Inter lo hanno schierato anche come mezzala e trequartista.

## Carriera

### Club

#### Roma

##### Giovanili
Ha iniziato a praticare calcio all'età di sei anni alla Nuova Spes di Poli, prima di passare all'Atletico Zagarolo, nel quale è rimasto un anno. Cresciuto poi nel settore giovanile della Roma – in cui è arrivato grazie a Bruno Conti nel 2011 –, dopo aver passato dieci anni nel settore giovanile, il 18 ottobre 2020 riceve la prima convocazione in assoluto in prima squadra, in occasione della sfida del quarto turno di Serie A, vinta per 5-2 contro il Benevento.

##### Prima squadra

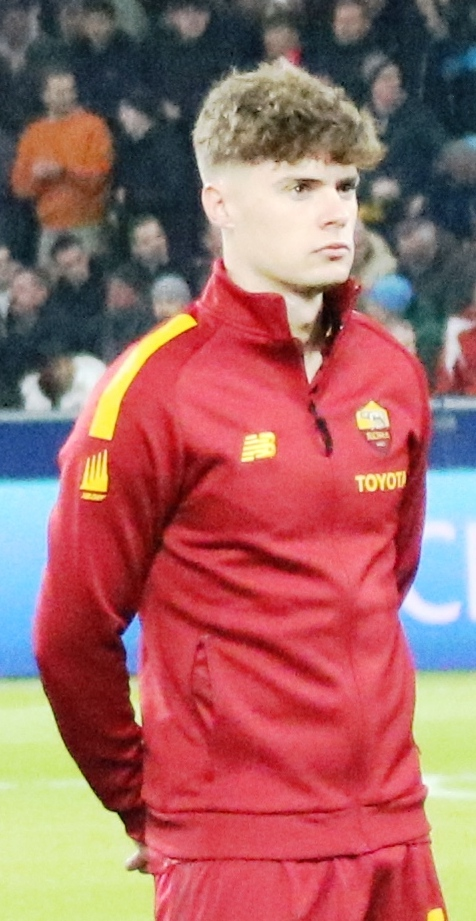
Zalewski nel 2023

Esordisce in prima squadra il 6 maggio 2021, a 19 anni, nella gara di ritorno delle semifinali di Europa League, in cui Zalewski propizia l'autorete del difensore Alex Telles che sancisce la vittoria finale sul Manchester Utd (3-2), la quale tuttavia non consente il passaggio del turno, a causa della vittoria per 6-2 dei Red Devils all'andata. Il seguente 9 maggio esordisce anche in campionato, in occasione del successo per 5-0 contro il Crotone, subentrando all'80º minuto e propiziando con un assist il gol della manita giallorossa firmato Borja Mayoral.
All'inizio della stagione 2021-2022 viene inserito stabilmente in prima squadra dal nuovo tecnico José Mourinho, che lo utilizza in prevalenza come esterno sinistro di centrocampo nel modulo 3-5-2. Il 4 novembre 2021 fa il suo debutto nella neonata UEFA Europa Conference League, subentrando nella ripresa della gara casalinga contro il Bodø/Glimt. Il 29 dicembre seguente il club capitolino annuncia, tramite i propri canali social, di aver trovato un accordo per il prolungamento sino al 2025 del contratto dell'italo-polacco. Il 20 gennaio 2022 esordisce anche in Coppa Italia, in occasione del successo contro il Lecce, nella gara valida per gli ottavi di finale della manifestazione, mentre il 28 febbraio successivo, nel successo maturato negli ultimi minuti contro lo Spezia, disputa la prima gara da titolare in campionato, venendo impiegato con frequenza nella gare successive e conquistandosi un posto da titolare nell'undici dell'allenatore portoghese. Il 25 maggio seguente disputa da titolare la finale di Conference League contro il Feyenoord, che vede i giallorossi prevalere per 1-0, conquistando così il primo titolo confederale della propria storia; per Zalewski si tratta del primo trofeo da professionista.
Nella stagione successiva viene schierato spesso come titolare, e il 12 marzo 2023 segna la sua prima rete in Serie A, nella sconfitta interna contro il Sassuolo per 3-4: per lui è il primo gol tra i professionisti.
Il 22 febbraio 2024 segna il rigore decisivo nel ritorno della sfida dei playoff contro il Feyenoord, allo Stadio Olimpico, valevole per gli ottavi di Europa League, pareggiata 1-1, poi vinta 4-2 ai rigori.
A causa di divergenze con la dirigenza viene messo fuori rosa ad inizio stagione, salvo poi venire reintegrato poco tempo dopo.

#### Inter
Il 1º febbraio 2025 viene ceduto in prestito oneroso fino al termine della stagione, con diritto di riscatto, all'Inter. Esordisce con i nerazzurri il giorno seguente, nel derby di campionato terminato 1-1 contro il Milan; nella circostanza fornisce l'assist decisivo per il gol del pareggio interista. L'11 maggio segna la sua prima rete con i colori nerazzurri, aprendo le marcature nel successo per 2-0 in casa del Torino. Il successivo 23 giugno, dopo avere offerto un buon rendimento, viene ufficialmente riscattato dai nerazzurri per 6,5 milioni firmando un contratto quadriennale. Lascia i nerazzurri dopo sei mesi.

#### Atalanta
Il 18 agosto 2025 passa a titolo definitivo, per 17 milioni di euro, all'Atalanta.

### Nazionale
Pur avendo cittadinanza sia italiana sia polacca, Zalewski ha scelto di rappresentare il Paese di origine dei genitori a livello internazionale, prendendo parte, fra le altre occasioni, anche al Mondiale Under-20 del 2019, in cui ha indossato la maglia numero 14. La nazionale polacca, padrona di casa della competizione, si è fermata agli ottavi di finale, venendo sconfitta proprio dall'Italia per 1-0.
Il 16 agosto 2021 riceve la sua prima convocazione in nazionale maggiore per le partite di qualificazione ai Mondiali 2022 contro Albania, San Marino e Inghilterra. Fa il suo debutto ufficiale con i biancorossi, allenati da Paulo Sousa, il 5 settembre successivo, subentrando al 66' al posto di Tymoteusz Puchacz nel match vinto contro i sanmarinesi (1-7), servendo peraltro l'assist per il gol del definitivo 7-1 siglato da Adam Buksa.
Dopo essere stato lasciato all'Under-21 per la fase di qualificazione agli Europei di categoria, nel giugno 2022 viene convocato dal CT Czesław Michniewicz per le sfide di Nations League e in vista dei Mondiali di calcio dello stesso anno. Viene confermato nel gruppo della nazionale maggiore anche nel novembre seguente, partecipa al Mondiali di calcio in Qatar.
In accordo con il CT della nazionale polacca Michał Probierz, Zalewski decide di aggregarsi all'Under-21 durante la sessione delle nazionali di ottobre 2023, disputando tutto il secondo tempo nell'amichevole giocata contro la Slovacchia e partendo da titolare nella sfida all'Estonia, match valido per le qualificazioni al campionato europeo di calcio Under-21 2025 e in cui realizza la rete del momentaneo 2-0. Il mese successivo torna a giocare con la nazionale maggiore da cui, successivamente, viene incluso nella lista dei convocati per Euro 2024. Il 10 giugno 2024, in occasione dell'amichevole pre-manifestazione vinta 2-1 contro la Turchia, realizza la sua prima rete con la massima selezione polacca.

## Statistiche
Statistiche aggiornate al 21 giugno 2025.

### Presenze e reti nei club
| Stagione        | Squadra         | Campionato      | Campionato | Campionato | Coppe nazionali | Coppe nazionali | Coppe nazionali | Coppe continentali | Coppe continentali | Coppe continentali | Altre coppe | Altre coppe | Altre coppe | Totale | Totale | Totale |
| Stagione        | Squadra         | Comp            | Pres       | Reti       | Comp            | Pres            | Reti            | Comp               | Pres               | Reti               | Comp        | Pres        | Reti        | Pres   | Reti   |        |
| --------------- | --------------- | --------------- | ---------- | ---------- | --------------- | --------------- | --------------- | ------------------ | ------------------ | ------------------ | ----------- | ----------- | ----------- | ------ | ------ | ------ |
| 2020-2021       | Roma            | A               | 1          | 0          | CI              | 0               | 0               | UEL                | 1                  | 0                  | -           | -           | -           | 2      | 0      |        |
| 2021-2022       | Roma            | A               | 16         | 0          | CI              | 1               | 0               | UECL               | 7                  | 0                  | -           | -           | -           | 24     | 0      |        |
| 2022-2023       | Roma            | A               | 33         | 2          | CI              | 2               | 0               | UEL                | 12                 | 0                  | -           | -           | -           | 47     | 2      |        |
| 2023-2024       | Roma            | A               | 22         | 0          | CI              | 2               | 0               | UEL                | 9                  | 0                  | -           | -           | -           | 33     | 0      |        |
| 2024-feb. 2025  | Roma            | A               | 12         | 0          | CI              | 1               | 0               | UEL                | 4                  | 0                  | -           | -           | -           | 17     | 0      |        |
| Totale Roma     | Totale Roma     | Totale Roma     | 84         | 2          |                 | 6               | 0               |                    | 33                 | 0                  |             | -           | -           | 123    | 2      |        |
| feb.-giu. 2025  | Inter           | A               | 11         | 1          | CI              | 2               | 0               | UCL                | 2                  | 0                  | SI+Cmc      | 0+2         | 0           | 17     | 1      |        |
| 2025-2026       | Atalanta        | A               | -          | -          | CI              | -               | -               | UCL                | -                  | -                  | -           | -           | -           | -      | -      |        |
| Totale carriera | Totale carriera | Totale carriera | 95         | 3          |                 | 8               | 0               |                    | 35                 | 0                  |             | 2           | 0           | 140    | 3      |        |

### Cronologia presenze e reti in nazionale
| Cronologia completa delle presenze e delle reti in nazionale ― Polonia | Cronologia completa delle presenze e delle reti in nazionale ― Polonia | Cronologia completa delle presenze e delle reti in nazionale ― Polonia | Cronologia completa delle presenze e delle reti in nazionale ― Polonia | Cronologia completa delle presenze e delle reti in nazionale ― Polonia | Cronologia completa delle presenze e delle reti in nazionale ― Polonia | Cronologia completa delle presenze e delle reti in nazionale ― Polonia | Cronologia completa delle presenze e delle reti in nazionale ― Polonia |
| Data                                                                   | Città                                                                  | In casa                                                                | Risultato                                                              | Ospiti                                                                 | Competizione                                                           | Reti                                                                   | Note                                                                   |
| ---------------------------------------------------------------------- | ---------------------------------------------------------------------- | ---------------------------------------------------------------------- | ---------------------------------------------------------------------- | ---------------------------------------------------------------------- | ---------------------------------------------------------------------- | ---------------------------------------------------------------------- | ---------------------------------------------------------------------- |
| 5-9-2021                                                               | Serravalle                                                             | San Marino                                                             | 1 – 7                                                                  | Polonia                                                                | Qual. Mondiali 2022                                                    | -                                                                      | 66’                                                                    |
| 1-6-2022                                                               | Breslavia                                                              | Polonia                                                                | 2 – 1                                                                  | Galles                                                                 | UEFA Nations League 2022-2023 - 1º turno                               | -                                                                      | 73’                                                                    |
| 8-6-2022                                                               | Bruxelles                                                              | Belgio                                                                 | 6 – 1                                                                  | Polonia                                                                | UEFA Nations League 2022-2023 - 1º turno                               | -                                                                      | 81’                                                                    |
| 11-6-2022                                                              | Rotterdam                                                              | Paesi Bassi                                                            | 2 – 2                                                                  | Polonia                                                                | UEFA Nations League 2022-2023 - 1º turno                               | -                                                                      |                                                                        |
| 14-6-2022                                                              | Varsavia                                                               | Polonia                                                                | 0 – 1                                                                  | Belgio                                                                 | UEFA Nations League 2022-2023 - 1º turno                               | -                                                                      | 57’                                                                    |
| 22-9-2022                                                              | Varsavia                                                               | Polonia                                                                | 0 – 2                                                                  | Paesi Bassi                                                            | UEFA Nations League 2022-2023 - 1º turno                               | -                                                                      | 79’                                                                    |
| 25-9-2022                                                              | Cardiff                                                                | Galles                                                                 | 0 – 1                                                                  | Polonia                                                                | UEFA Nations League 2022-2023 - 1º turno                               | -                                                                      |                                                                        |
| 22-11-2022                                                             | Doha                                                                   | Messico                                                                | 0 – 0                                                                  | Polonia                                                                | Mondiali 2022 - 1º turno                                               | -                                                                      | 46’                                                                    |
| 4-12-2022                                                              | Doha                                                                   | Francia                                                                | 3 – 1                                                                  | Polonia                                                                | Mondiali 2022 - Ottavi di finale                                       | -                                                                      | 71’                                                                    |
| 24-3-2023                                                              | Praga                                                                  | Rep. Ceca                                                              | 3 – 1                                                                  | Polonia                                                                | Qual. Euro 2024                                                        | -                                                                      | 65’                                                                    |
| 27-3-2023                                                              | Varsavia                                                               | Polonia                                                                | 1 – 0                                                                  | Albania                                                                | Qual. Euro 2024                                                        | -                                                                      | 68’                                                                    |
| 20-6-2023                                                              | Chișinău                                                               | Moldavia                                                               | 3 – 2                                                                  | Polonia                                                                | Qual. Euro 2024                                                        | -                                                                      | 64’                                                                    |
| 17-11-2023                                                             | Varsavia                                                               | Polonia                                                                | 1 – 1                                                                  | Rep. Ceca                                                              | Qual. Euro 2024                                                        | -                                                                      |                                                                        |
| 21-11-2023                                                             | Varsavia                                                               | Polonia                                                                | 2 – 0                                                                  | Lettonia                                                               | Amichevole                                                             | -                                                                      | 78’                                                                    |
| 21-3-2024                                                              | Varsavia                                                               | Polonia                                                                | 5 – 1                                                                  | Estonia                                                                | Qual. Euro 2024                                                        | -                                                                      |                                                                        |
| 26-3-2024                                                              | Cardiff                                                                | Galles                                                                 | 0 – 0 dts (4 – 5 dtr)                                                  | Polonia                                                                | Qual. Euro 2024                                                        | -                                                                      | 72’                                                                    |
| 7-6-2024                                                               | Varsavia                                                               | Polonia                                                                | 3 – 1                                                                  | Ucraina                                                                | Amichevole                                                             | -                                                                      | 72’                                                                    |
| 10-6-2024                                                              | Varsavia                                                               | Polonia                                                                | 2 – 1                                                                  | Turchia                                                                | Amichevole                                                             | 1                                                                      |                                                                        |
| 16-6-2024                                                              | Amburgo                                                                | Polonia                                                                | 1 – 2                                                                  | Paesi Bassi                                                            | Euro 2024 - 1º turno                                                   | -                                                                      |                                                                        |
| 21-6-2024                                                              | Berlino                                                                | Polonia                                                                | 1 – 3                                                                  | Austria                                                                | Euro 2024 - 1º turno                                                   | -                                                                      |                                                                        |
| 25-6-2024                                                              | Dortmund                                                               | Francia                                                                | 1 – 1                                                                  | Polonia                                                                | Euro 2024 - 1º turno                                                   | -                                                                      | 24’ 68’                                                                |
| 5-9-2024                                                               | Glasgow                                                                | Scozia                                                                 | 2 – 3                                                                  | Polonia                                                                | UEFA Nations League 2024-2025 - 1º turno                               | 1                                                                      | 52’                                                                    |
| 8-9-2024                                                               | Osijek                                                                 | Croazia                                                                | 1 – 0                                                                  | Polonia                                                                | UEFA Nations League 2024-2025 - 1º turno                               | -                                                                      |                                                                        |
| 12-10-2024                                                             | Varsavia                                                               | Polonia                                                                | 1 – 3                                                                  | Portogallo                                                             | UEFA Nations League 2024-2025 - 1º turno                               | -                                                                      | 76’                                                                    |
| 15-10-2024                                                             | Varsavia                                                               | Polonia                                                                | 3 – 3                                                                  | Croazia                                                                | UEFA Nations League 2024-2025 - 1º turno                               | 1                                                                      |                                                                        |
| 15-11-2024                                                             | Porto                                                                  | Portogallo                                                             | 5 – 1                                                                  | Polonia                                                                | UEFA Nations League 2024-2025 - 1º turno                               | -                                                                      |                                                                        |
| 18-11-2024                                                             | Varsavia                                                               | Polonia                                                                | 1 – 2                                                                  | Scozia                                                                 | UEFA Nations League 2024-2025 - 1º turno                               | -                                                                      |                                                                        |
| 6-6-2025                                                               | Varsavia                                                               | Polonia                                                                | 2 – 0                                                                  | Moldavia                                                               | Amichevole                                                             | -                                                                      | 60’                                                                    |
| 10-6-2025                                                              | Helsinki                                                               | Finlandia                                                              | 2 – 1                                                                  | Polonia                                                                | Qual. Mondiali 2026                                                    | -                                                                      | 90+2’                                                                  |
| Totale                                                                 |                                                                        | Presenze                                                               | 29                                                                     |                                                                        | Reti                                                                   | 3                                                                      |                                                                        |

| Cronologia completa delle presenze e delle reti in nazionale ― Polonia under 21 | Cronologia completa delle presenze e delle reti in nazionale ― Polonia under 21 | Cronologia completa delle presenze e delle reti in nazionale ― Polonia under 21 | Cronologia completa delle presenze e delle reti in nazionale ― Polonia under 21 | Cronologia completa delle presenze e delle reti in nazionale ― Polonia under 21 | Cronologia completa delle presenze e delle reti in nazionale ― Polonia under 21 | Cronologia completa delle presenze e delle reti in nazionale ― Polonia under 21 | Cronologia completa delle presenze e delle reti in nazionale ― Polonia under 21 |
| Data                                                                            | Città                                                                           | In casa                                                                         | Risultato                                                                       | Ospiti                                                                          | Competizione                                                                    | Reti                                                                            | Note                                                                            |
| ------------------------------------------------------------------------------- | ------------------------------------------------------------------------------- | ------------------------------------------------------------------------------- | ------------------------------------------------------------------------------- | ------------------------------------------------------------------------------- | ------------------------------------------------------------------------------- | ------------------------------------------------------------------------------- | ------------------------------------------------------------------------------- |
| 12-11-2021                                                                      | Großaspach                                                                      | Germania under 21                                                               | 0 – 4                                                                           | Polonia under 21                                                                | Qual. Europeo Under-21 2023                                                     | -                                                                               | 62’                                                                             |
| 16-11-2021                                                                      | Cracovia                                                                        | Polonia under 21                                                                | 5 – 0                                                                           | Lettonia under 21                                                               | Qual. Europeo Under-21 2023                                                     | -                                                                               |                                                                                 |
| 24-3-2022                                                                       | Petah Tikva                                                                     | Israele under 21                                                                | 2 – 2                                                                           | Polonia under 21                                                                | Qual. Europeo Under-21 2023                                                     | -                                                                               | 69’                                                                             |
| 29-3-2022                                                                       | Zabrze                                                                          | Polonia under 21                                                                | 1 – 1                                                                           | Ungheria under 21                                                               | Qual. Europeo Under-21 2023                                                     | -                                                                               | 46’                                                                             |
| 12-10-2023                                                                      | Košice                                                                          | Slovacchia under 21                                                             | 2 – 2                                                                           | Polonia under 21                                                                | Amichevole                                                                      | -                                                                               | 46’                                                                             |
| 17-10-2023                                                                      | Stalowa Wola                                                                    | Polonia under 21                                                                | 5 – 0                                                                           | Estonia under 21                                                                | Qual. Europeo Under-21 2025                                                     | 1                                                                               |                                                                                 |
| Totale                                                                          |                                                                                 | Presenze                                                                        | 6                                                                               |                                                                                 | Reti                                                                            | 1                                                                               |                                                                                 |

| Cronologia completa delle presenze e delle reti in nazionale ― Polonia under 20 | Cronologia completa delle presenze e delle reti in nazionale ― Polonia under 20 | Cronologia completa delle presenze e delle reti in nazionale ― Polonia under 20 | Cronologia completa delle presenze e delle reti in nazionale ― Polonia under 20 | Cronologia completa delle presenze e delle reti in nazionale ― Polonia under 20 | Cronologia completa delle presenze e delle reti in nazionale ― Polonia under 20 | Cronologia completa delle presenze e delle reti in nazionale ― Polonia under 20 | Cronologia completa delle presenze e delle reti in nazionale ― Polonia under 20 |
| Data                                                                            | Città                                                                           | In casa                                                                         | Risultato                                                                       | Ospiti                                                                          | Competizione                                                                    | Reti                                                                            | Note                                                                            |
| ------------------------------------------------------------------------------- | ------------------------------------------------------------------------------- | ------------------------------------------------------------------------------- | ------------------------------------------------------------------------------- | ------------------------------------------------------------------------------- | ------------------------------------------------------------------------------- | ------------------------------------------------------------------------------- | ------------------------------------------------------------------------------- |
| 26-5-2019                                                                       | Łódź                                                                            | Polonia under 20                                                                | 5 – 0                                                                           | Tahiti under 20                                                                 | Mondiali Under-20 2019 - 1º turno                                               | -                                                                               |                                                                                 |
| Totale                                                                          |                                                                                 | Presenze                                                                        | 1                                                                               |                                                                                 | Reti                                                                            | 0                                                                               |                                                                                 |

| Cronologia completa delle presenze e delle reti in nazionale ― Polonia under 19 | Cronologia completa delle presenze e delle reti in nazionale ― Polonia under 19 | Cronologia completa delle presenze e delle reti in nazionale ― Polonia under 19 | Cronologia completa delle presenze e delle reti in nazionale ― Polonia under 19 | Cronologia completa delle presenze e delle reti in nazionale ― Polonia under 19 | Cronologia completa delle presenze e delle reti in nazionale ― Polonia under 19 | Cronologia completa delle presenze e delle reti in nazionale ― Polonia under 19 | Cronologia completa delle presenze e delle reti in nazionale ― Polonia under 19 |
| Data                                                                            | Città                                                                           | In casa                                                                         | Risultato                                                                       | Ospiti                                                                          | Competizione                                                                    | Reti                                                                            | Note                                                                            |
| ------------------------------------------------------------------------------- | ------------------------------------------------------------------------------- | ------------------------------------------------------------------------------- | ------------------------------------------------------------------------------- | ------------------------------------------------------------------------------- | ------------------------------------------------------------------------------- | ------------------------------------------------------------------------------- | ------------------------------------------------------------------------------- |
| 6-9-2019                                                                        | Erevan                                                                          | Armenia under 19                                                                | 0 – 2                                                                           | Polonia under 19                                                                | Amichevole                                                                      | -                                                                               | 60’                                                                             |
| 10-9-2019                                                                       | Tbilisi                                                                         | Georgia under 19                                                                | 2 – 1                                                                           | Polonia under 19                                                                | Amichevole                                                                      | -                                                                               |                                                                                 |
| 11-10-2019                                                                      | Opole                                                                           | Polonia under 19                                                                | 2 – 5                                                                           | Inghilterra under 19                                                            | Amichevole                                                                      | -                                                                               | 72’                                                                             |
| 14-10-2019                                                                      | Tirana                                                                          | Albania under 19                                                                | 3 – 1                                                                           | Polonia under 19                                                                | Amichevole                                                                      | -                                                                               |                                                                                 |
| 13-11-2019                                                                      | Newport                                                                         | Galles under 19                                                                 | 3 – 0                                                                           | Polonia under 19                                                                | Qual. Europeo Under-19 2020                                                     | -                                                                               | 66’                                                                             |
| 16-11-2019                                                                      | Newport                                                                         | Polonia under 19                                                                | 4 – 1                                                                           | Kosovo under 19                                                                 | Qual. Europeo Under-19 2020                                                     | -                                                                               | 75’                                                                             |
| 19-11-2019                                                                      | Cardiff                                                                         | Polonia under 19                                                                | 0 – 4                                                                           | Russia under 19                                                                 | Qual. Europeo Under-19 2020                                                     | -                                                                               | 61’                                                                             |
| Totale                                                                          |                                                                                 | Presenze                                                                        | 7                                                                               |                                                                                 | Reti                                                                            | 0                                                                               |                                                                                 |

## Palmarès

### Club
- UEFA Conference League: 1

Roma: 2021-2022